# Nepal na Letnich Igrzyskach Olimpijskich 1988
Nepal na Letnich Igrzyskach Olimpijskich 1988 reprezentowało 16 zawodników: 13 mężczyzn i 3 kobiety. Był to szósty start reprezentacji Nepalu na letnich igrzyskach olimpijskich.

## Skład reprezentacji

### Boks
Mężczyźni
| Zawodnik             | Konkurencja          | 1/32             | 1/16             | 1/8              | Ćwierćfinał      | Półfinał         | Finał            | Pozycja |
| Zawodnik             | Konkurencja          | Przeciwnik Wynik | Przeciwnik Wynik | Przeciwnik Wynik | Przeciwnik Wynik | Przeciwnik Wynik | Przeciwnik Wynik | Pozycja |
| -------------------- | -------------------- | ---------------- | ---------------- | ---------------- | ---------------- | ---------------- | ---------------- | ------- |
| Damber Dutta Bhatta  | waga papierowa       | Epton P 0 - 5    | NQ               | NQ               | NQ               | NQ               | NQ               | NQ      |
| Bishnu Bahadur Singh | waga musza           | Mphande P 0 - 5  | NQ               | NQ               | NQ               | NQ               | NQ               | NQ      |
| Ram Bahadur Giri     | waga kogucia         | BYE              | Mwema P RSC      | NQ               | NQ               | NQ               | NQ               | NQ      |
| Dalbahadur Ranamagar | waga lekka           | Hegazy P 0 - 5   | NQ               | NQ               | NQ               | NQ               | NQ               | NQ      |
| Jhapat Singh Bhujel  | waga lekkopółśrednia | Espenola W 5 - 0 | Johnson P RSC    | NQ               | NQ               | NQ               | NQ               | NQ      |

### Judo
Mężczyźni
| Zawodnik             | Konkurencja | 1/16                 | 1/8              | Ćwierćfinał      | Półfinał         | Pierwsza runda repasaży | Ćwierćfinał rapasaży | Półfinał repasaży | Finał/BM         | Pozycja |
| Zawodnik             | Konkurencja | Przeciwnik Wynik     | Przeciwnik Wynik | Przeciwnik Wynik | Przeciwnik Wynik | Przeciwnik Wynik        | Przeciwnik Wynik     | Przeciwnik Wynik  | Przeciwnik Wynik | Pozycja |
| -------------------- | ----------- | -------------------- | ---------------- | ---------------- | ---------------- | ----------------------- | -------------------- | ----------------- | ---------------- | ------- |
| Rishiram Pradhan     | - 65 kg     | Petřikov P 000 - 200 | NQ               | NQ               | NQ               | NQ                      | NQ                   | NQ                | NQ               | NQ      |
| Ganga Bahadur Dangol | - 71 kg     | Tenadze P 000 - 100  | NQ               | NQ               | NQ               | NQ                      | NQ                   | NQ                | NQ               | NQ      |

### Lekkoatletyka
Mężczyźni
| Zawodnik               | Konkurencja                | Eliminacje | Eliminacje | Półfinał | Półfinał | Finał   | Finał   |
| Zawodnik               | Konkurencja                | Wynik      | Miejsce    | Wynik    | Miejsce  | Wynik   | Miejsce |
| ---------------------- | -------------------------- | ---------- | ---------- | -------- | -------- | ------- | ------- |
| Hari Bahadur Rokaya    | bieg na 1500 m             | 4:01,17    | 53.        | NQ       | NQ       | NQ      | NQ      |
| Hari Bahadur Rokaya    | bieg na 5000 m             | —          | —          | 14:53,75 | 48.      | NQ      | NQ      |
| Hari Bahadur Rokaya    | bieg n1 10 000 m           | 30:48,16   | 38.        | —        | —        | NQ      | NQ      |
| Baikuntha Manandhar    | maraton                    | —          | —          | —        | —        | 2:25:57 | 54.     |
| Tika Bogati            | maraton                    | —          | —          | —        | —        | 2:31:49 | 66.     |
| Krishna Bahadur Basnet | maraton                    | —          | —          | —        | —        | 2:47:57 | 85.     |
| Dambar Kuwar           | bieg na 110 m przez płotki | 16,51      | 40.        | NQ       | NQ       | NQ      | NQ      |
| Dambar Kuwar           | bieg na 400 m przez płotki | 56,80      | 37.        | NQ       | NQ       | NQ      | NQ      |

Dziesięciobój
| Zawodnik     | Konkurencja | 100 m | LJ   | SP   | HJ   | 400 m | 110H  | DT    | PV   | JT    | 1500 m  | Wynik | Pozycja |
| ------------ | ----------- | ----- | ---- | ---- | ---- | ----- | ----- | ----- | ---- | ----- | ------- | ----- | ------- |
| Dambar Kuwar | Rezultat    | 12,12 | 5,83 | 9,71 | 1,70 | 52,32 | 17,05 | 27,10 | 2,80 | 39,10 | 4:41,24 | 5339  | 34.     |
| Dambar Kuwar | Punkty      | 628   | 550  | 468  | 544  | 711   | 619   | 408   | 309  | 429   | 673     | 5339  | 34.     |

Kobiety
| Zawodniczka       | Konkurencja | Finał   | Finał   |
| Zawodniczka       | Konkurencja | Wynik   | Miejsce |
| ----------------- | ----------- | ------- | ------- |
| Raj Kumari Pandey | maraton     | 3:10:31 | 60.     |
| Menuka Rawat      | maraton     | 3:11:17 | 61.     |

### Podnoszenie ciężarów
Mężczyźni
| Zawodnik     | Konkurencja | Rwanie | Rwanie  | Podrzut | Podrzut | Razem  | Pozycja |
| Zawodnik     | Konkurencja | Wynik  | Pozycja | Wynik   | Pozycja | Razem  | Pozycja |
| ------------ | ----------- | ------ | ------- | ------- | ------- | ------ | ------- |
| Bharat Sawad | - 52 kg     | 75 kg  | 24.     | 105 kg  | 21.     | 180 kg | 22.     |

### Strzelectwo
Kobiety
| Zawodniczka   | Konkurencja               | Kwalifikacje | Kwalifikacje | Finał  | Finał   |
| Zawodniczka   | Konkurencja               | Punkty       | Miejsce      | Punkty | Miejsce |
| ------------- | ------------------------- | ------------ | ------------ | ------ | ------- |
| Parvati Thapa | karabin pneumatyczny 10 m | 375          | 43.          | NQ     | NQ      |